# Záboří nad Labem
Záboří nad Labem település Csehországban, a Kutná Hora-i járásban. Záboří nad Labem Rohozec, Týnec nad Labem, Svatý Mikuláš, Bernardov és Kobylnice településekkel határos. Lakosainak száma 830 fő (2024. január 1.).

## Népesség
A település lakosságának változását az alábbi diagram mutatja:
| Lakosok száma | 765  | 972  | 1079 | 884  | 846  | 775  | 841  | 834  | 833  | 830  |
|               | 1869 | 1890 | 1921 | 1950 | 1980 | 2001 | 2017 | 2019 | 2022 | 2024 |